# Ariosoma
Ariosoma és un gènere de peixos pertanyent a la família dels còngrids.

## Descripció
- Cos robust, allargat i sense escates.
- Boca moderadament gran.
- La cua és més llarga que el cap i el tronc.
- Aleta caudal reduïda.
- L'aleta dorsal comença per darrere de la pectoral.
- Aleta pectoral molt ben desenvolupada.
- Les aletes dorsal i anal conflueixen amb l'aleta caudal.
- Absència de les aletes pèlviques.
- Musell arrodonit i lleugerament sortint.
- Dents petites i punxegudes.[2][3]

## Distribució geogràfica
Es troba a les àrees tropicals i subtropicals de tots els oceans.

## Taxonomia
- Ariosoma anago (Temminck & Schlegel, 1846)[4]
- Ariosoma anagoides (Bleeker, 1853)[5]
- Ariosoma anale (Poey, 1860)[6]
- Congre de les Balears (Ariosoma balearicum) (Delaroche, 1809)[7]
- Ariosoma bauchotae (Karrer, 1982)[8]
- Ariosoma coquettei (Smith & Kanazawa, 1977)[9]
- Ariosoma fasciatus (Günther, 1872)[10]
- Ariosoma gilberti (Ogilby, 1898)[11]
- Ariosoma howensis (McCulloch & Waite, 1916)
- Ariosoma major (Asano, 1958)[12]
- Ariosoma marginatum (Vaillant & Sauvage, 1875)[13]
- Ariosoma mauritianum (Pappenheim, 1914)[14]
- Ariosoma meeki (Jordan & Snyder, 1900)[15]
- Ariosoma megalops (Fowler, 1938)[16]
- Ariosoma mellissii (Günther, 1870)[17]
- Ariosoma multivertebratum (Karmóvskaia, 2004)[18]
- Ariosoma nancyae (Shen, 1998)
- Ariosoma nigrimanum (Norman, 1939)[19]
- Ariosoma obud (Herre, 1923)[20]
- Ariosoma ophidiophthalmus (Karmóvskaia, 1991)[21]
- Ariosoma opistophthalmum (Ranzani, 1839)[22]
- Ariosoma sazonovi (Karmóvskaia, 2004)[18]
- Ariosoma scheelei (Strömman, 1896)
- Ariosoma selenops (Reid, 1934)[23]
- Ariosoma sereti (Karmóvskaia, 2004)[18]
- Ariosoma shiroanago (Asano, 1958)[12]
- Ariosoma scheelei (Strömman, 1896)[24]
- Ariosoma sokotranum (Karmóvskaia, 1991)[21][25][26][27][28][29][30]